# Roy Smith
Pour les articles homonymes, voir Roy Heaton Smith et Smith.
Roy Smith est un footballeur international costaricien né le 19 avril 1990 à Puerto Limón. Il joue au poste de défenseur.

## Biographie
Roy Smith commence sa carrière au Brujas FC Escazu. Il rejoint ensuite l'équipe d'Orión FC lors de l'année 2011.
En 2012, il s'expatrie au Japon et s'engage avec le club du Gainare Tottori (équipe de J-League 2). En 2013, il signe un contrat en faveur du club bolivien nommé The Strongest La Paz.
Roy Smith reçoit sa première sélection en équipe du Costa Rica le 8 octobre 2010, lors d'un match amical face au Pérou.